# Cabo Kjellman

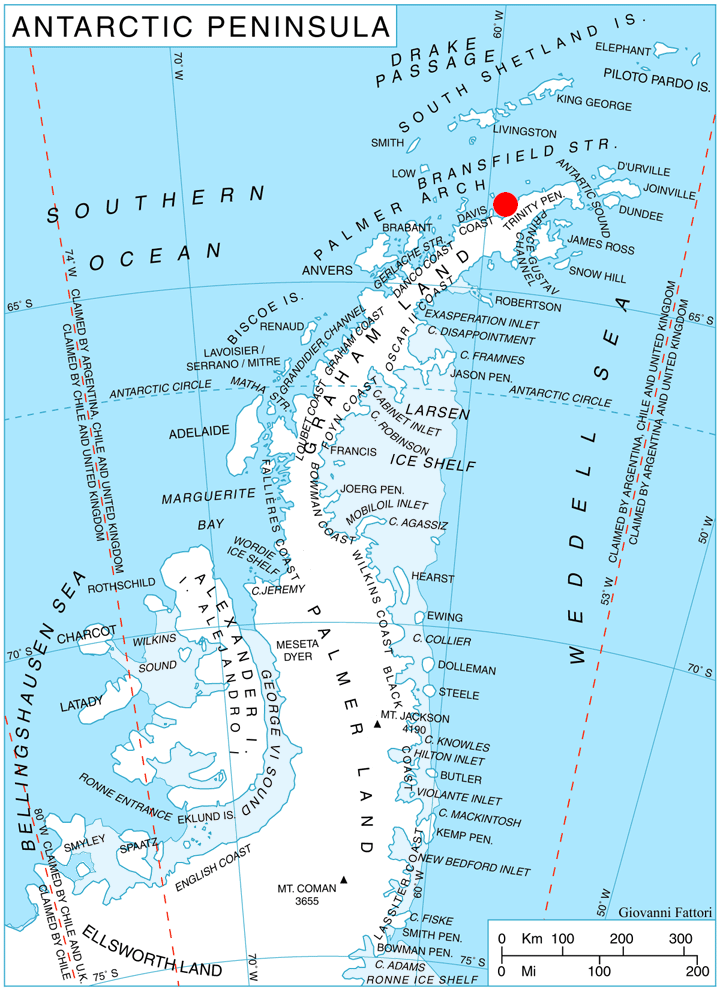
Localização da península Belitsa na Terra de Graham, Península Antártica.

O Cabo Kjellman é um cabo marcando o lado leste da entrada para a baía Charcot, no lado ocidental da península Trinity. Primeiro delineada pela Expedição Antártica Sueca, 1901-04, sob o comando de Nordenskjold, recebeu o seu nome provavelmente do Professor Frans Reinhold Kjellman, botânico sueco.